# 24517 Omattage
24517 Omattage è un asteroide della fascia principale. Scoperto nel 2001, presenta un'orbita caratterizzata da un semiasse maggiore pari a 2,2058117 UA e da un'eccentricità di 0,1621272, inclinata di 6,09710° rispetto all'eclittica.